# مانفريد كلاين
مانفريد كلاين (بالألمانية: Manfred Klein)‏ هو موجه قوارب ‏ ألماني، ولد في 22 أغسطس 1947 في برلين في ألمانيا.

## وصلات خارجية
- مانفريد كلاين على موقع الاتحاد الدولي للتجديف (الإنجليزية)
- مانفريد كلاين على موقع اللجنة الأولمبية الدولية (الإنجليزية)
- مانفريد كلاين على موقع أوليمبيديا (الإنجليزية)